# Sociale partners
De sociale partners is in Nederland en België de naam voor de werkgevers en de werknemers. De werkgevers worden vertegenwoordigd door werkgeversorganisaties zoals de AWVN, VNO-NCW en MKB-Nederland in Nederland; in België het Verbond van Belgische Ondernemingen (VBO) en de Unie van Zelfstandige Ondernemers (UNIZO), in Vlaanderen het VOKA (voorheen Vlaams Economisch Verbond), BECI in Brussel, en Union Wallonne des Entreprises voor Wallonië.  De werknemers worden vertegenwoordigd door vakbonden, waaronder de FNV de Algemene Onderwijsbond en het CNV (Nederland) en ACV en ABVV (Vlaanderen).